# Blezseny község
Blezseny község (románul: Comuna Blăjeni) község Hunyad megyében, Romániában. Központja Blezseny, beosztott falvai Blăjeni-Vulcan, Criș, Dragu-Brad, Groșuri, Plai, Reț, Sălătruc.

## Népessége
A 2011-es népszámlálás adatai alapján a község népessége 1192 fő volt.